# Морачевский, Филипп Семёнович
Филипп Семёнович Морачевский (псевд. — Хвилимон Галузенко; 14 (26) ноября 1806 — 26 сентября (8 октября) 1879) — украинский поэт-романтик, педагог-филолог, переводчик.

## Биография
Родился 14 (26) ноября 1806 года в селе Шестовица Черниговского уезда в семье небогатого шляхтича.
Учился в Черниговской уездной школе, затем в городской гимназии, которую через пять лет, в 1825 году, успешно закончил. В том же году поступил на физико-математическое отделение Харьковского университета, окончив которое в 1828 году, спустя год был определён учителем математики в уездное училище в Сумах. Некоторое время после окончания университета он жил в Харькове, где очень сблизился с И. Кулжинским, который помог молодому поэту с публикациями первых произведений в различных изданиях. Так, в 1831 году при его содействии в «Украинском альманахе» были напечатаны его первые стихи — «Первое мая», «Монастырь», «Дорога».
Увлечение поэзией привело его к сдаче в Харьковском университете экзамена на право работать учителем российской словесности, которую он и стал преподавать в Луцкой гимназии, директором которой был в то время Кулжинский. В 1835 году Морачевский был переведён в Каменец-Подольскую гимназию, где в 1835—1840 годах преподавал логику и русскую словесность, а в 1840—1849 годах был инспектором; временно он также управлял Дирекцией училищ Подольской губернии.
В 1849—1859 годах был инспектором Нежинского лицея князя Безбородко и городской гимназии.
В 1853 году Морачевский подал на рассмотрение Императорской академии наук созданный им «Словарь малороссийского языка». В 1854 году в «Киевских губернских ведомостях» было напечатано стихотворение «Великому царю нашему», в 1855 году в Киеве появилась отдельной книжечкой поэма «К чумаку, или Война англо-французов-турецкий в 1853—1854 годах», с приложенными к ней тремя стихотворениями-панегириками царям Николаю I и Александру II.
В 1859 году вышел в отставку. Следующие двадцать лет жил с семьей (имел трех сыновей и двух дочерей) в селе Шняковка около Нежина, где и скончался 26 сентября (8 октября) 1879 года, и был похоронен на кладбище возле сельской церкви.
На протяжении 1860—1865 годов Морачевским были переведены «Євангеліє» (1860), «Діяння святих апостолів» (конец 1861 — начало 1862), «Апокаліпсис» (1864), «Псалтир» (конец 1964 — до мая 1865). Помимо перевода книг Библии, Морачевский составил также «Словарь малороссийского языка» (1853), учебники «История Русской Словесности» в трёх томах (1841—1842) и «Священная история» (1862), Императорская Академия наук принимала активное участие в публикации Евангелия. В 1902 г. по поручению Академии перевод Евангелия Ф. С. Морачевского прорецензировал А. А. Шахмaтoв и дал ему высокую оценку, но дело с места не сдвинулось. В 1904 г. «Благотворительное общество издания общеполезных и дешёвых книг» подало заявление о необходимости публикации Евангелия на украинском языке в Св. Синод и в Министерство внутренних дел. Академия наук признала его перевод лучшим среди всех аналогичных славянских переводов, но языковая политика Российской империи препятствовала изданию этих переводов. Министр В. К. Плеве не дал разрешения на публикацию Евангелия, и только 18 октября 1904 года новый министр внутренних дел П. Д. Святополк-Мирский, отвечая на письмо Президента Академии наук, великого князя Константина Константиновича, дал разрешение на публикацию украинского перевода Чeтвeроевангелия Я. М. Морачевского, но оно так и не было выполнено. . Впервые оно было напечатано весной 1906 года, затем — в 1914 и 1917 годах. Однако для использования в церковных богослужениях эти переводы были разрешены только в период Украинской Центральной Рады по распоряжению Всеукраинской православной церковной рады.
Евангелия в переводах Морачевского были переизданы в Польше (Варшава, 1937), Канаде (Виннипег, 1948) и США (Баунд-Брук, 1966); их до сих пор используют во время богослужений.

## Произведения
- Вечер (Элегия) // Укр. журнал, — Х., 1825. — Ч. 8, № 23—23. — С. 361—363.
- Великому цареві нашому // Киев. губ. ведомості, 1854. — № 35, 28 авг. — С. 233—234.
- Чумаки, або Смутні часи України: Поема у шістьох піснях, співана свідком тих часів столітнім чумаком Іваном Чуприною, на ночлігах чумацьких, у 1848 року, а списана Хвилимоном Галузенком. Ч.1. — Чернігів: В Типографії Ільїнського монастиря, 1864. — 142 с.